# Ilais Moreno Velásquez
Ilais Moreno Velásquez (Ciudad de Panamá, Panamá, 25 de febrero de 1980) es una médica investigadora panameña. Trabaja en la Unidad de Epidemiología Molecular del Instituto Max Delbrück Center for Molecular Medicine en Berlín, Alemania, país donde reside. Es investigadora en Salud Senior permanente del Instituto Conmemorativo Gorgas de Estudios de la Salud (ICGES).
Estudia la epidemiología de las enfermedades no transmisibles y de la salud mental; con énfasis en epidemiología cardiovascular molecular y poblacional. Cuenta con un Doctorado en Epidemiología Cardiovascular. Es miembro del Sistema Nacional de Investigación en la categoría de Investigador II, de la Asociación de Mujeres Líderes en Salud Global y de la Asociación Internacional de Epidemiología.

## Biografía
Hizo sus estudios primarios en el Colegio Anglo Mexicano y los secundarios en el Instituto Panamericano. Ingresó a la Facultad de Medicina de la Universidad de Panamá donde se graduó de médico general. El trabajo durante nueve meses con una organización no gubernamental en la Comarca Ngäbe-Buglé,  la orientó a la salud pública. Junto a otros médicos, llevaba atención primaria, control prenatal y programas de nutrición, así se interesó por la salud poblacional y aplicó para una beca de estudios en esa área.  
En Berlín realizó una maestría de Salud Internacional en la Universidad Charité – Universitätsmedizin Berlin. Aprendió de salud pública pero de manera global: cómo implementar programas de atención y sensibilización en temas de enfermedades no transmisibles y transmisibles. Sobre todo, entendió que para conseguir los objetivos en este tipo de programas había que tener en cuenta la cultura, el contexto geopolítico, la historia, las creencias y el idioma de la población a los que están dirigidos. 
La maestría en Salud Internacional, con una beca compartida de la Secretaría Nacional de Ciencia, Tecnología e Innovación y el DAAD (Servicio Alemán de Intercambio Académico) del gobierno alemán, le dio la oportunidad de estudiar también en Noruega (Universidad de Bergen) y conocer sobre epidemiología y sistemas de salud. Después hizo el doctorado en Epidemiología Cardiovascular en el Instituto Karolinska de Estocolmo, Suecia, allí estuvo cinco años hasta terminar el doctorado.

## Trayectoria
Regresó a Panamá. Participó como coordinadora técnica en la Encuesta Nacional de Salud de Panamá ENSPA (2019), un estudio pionero en su tipo, que evaluó a una población de aproximadamente 40 mil personas. El propósito era conocer la condición de salud y de enfermedades, así como sus factores protectores y de riesgos que impactan a la población residente en la República de Panamá, de acuerdo con las autoridades del MINSA, INEC y del ICGES. 
Es investigadora en Salud Senior permanente del Instituto Conmemorativo Gorgas de Estudios de la Salud (ICGES).
En el  año 2020 ganó una plaza postdoctoral en Alemania en la rama de epidemiología ambiental. Sigue analizando los datos de la ENSPA.

### Estudios de posdoctorado
En el Instituto Max Delbrück Center for Molecular Medicine, Alemania, Moreno ingresó para realizar, desde 2020, estudios sobre epidemiología ambiental. Es parte de un equipo multidisciplinario que analiza cómo la variación de las temperaturas puede repercutir en marcadores inflamatorios en personas con diabetes o enfermedades cardiovasculares, como la hipertensión arterial. Este estudio poblacional reúne datos de una cohorte de 200 mil personas de toda Alemania. Tiene entre sus objetivos trabajar en la adaptación y mitigación del cambio climático en la salud cardiovascular. Asimismo, la Dra. Moreno participa activamente en otros estudios cardiovasculares con la cohorte alemana. 

### Investigación de la enfermedad renal crónica
Fue la investigadora principal del Proyecto de Enfermedades No Transmisibles: Diabetes y Enfermedad Renal Crónica (2016-2018). Para el estudio de la  enfermedad renal crónica ha trabajado con especialistas en nefrología en la Caja del Seguro Social, Organización Panameña de Trasplante y en el Ministerio de Salud de Panamá.  
Sus estudios incluyen el análisis de la mortalidad por enfermedad renal crónica, evaluación de costos de los sistemas de salud en diálisis peritoneal y hemodiálisis y cuánto se podría ahorrar Panamá en caso de hacer modificaciones en, por ejemplo, las terapias de reemplazo renal. Estudia los factores de riesgo asociados  a enfermedades renales. Como antecedente importante, en Panamá se reportó un envenenamiento masivo por el consumo de jarabe adulterado con dietilenglicol en 2006. 

### Investigaciones en otras áreas de epidemiología
En el área de epidemiología ha participado en investigaciones de suicidio y también de violencia de género. Para el último tema se reunieron los datos que ya se encontraban en el Instituto Nacional de la Mujer, encuestas internacionales y nacionales (por ejemplo, la Encuesta Nacional de Salud Sexual y Reproductiva) y Ministerio Público para establecer el riesgo que tenían las mujeres de ser víctimas de violencia en todos sus espectros, según región y situación socioeconómica. Con este estudio, en 2019, Moreno obtuvo una beca para asistir al congreso Women Leaders in Global Health, en Ruanda, África.

## Reconocimientos
- Co-ganadora del concurso Nuevas Voces en Salud Global, World Health Summit, Alemania (2018)
- Es Investigador II en el Sistema Nacional de Investigación.[6]

## Publicaciones
- Prevalencia de la obesidad central según distintas definiciones en adultos de peso normal en dos estudios transversales en Panamá (Prevalence of central obesity according to different definitions in normal weight adults of two cross-sectional studies in Panama) The Lancet-Regional Health Americas (2022).
- Mortalidad en infancias por debajo de los 5 años en América Central: 1990-2016 (Under-5 Mortality in Central America: 1990-2016) Pediatrics (2020).
- Tendencias de suicidio y autolesiones en Panamá: resultados del Registro Nacional de Mortalidad y datos hospitalarios (Suicide trends and self-harm in Panama: results from the National Mortality Registry and hospital-based data) Social Psychiatry Epidemiology (2020).
- Costos financieros de enfermedades renales terminales y años de vida perdidos en Panamá: un estudio de análisis de costos (End-stage renal disease-financial costs and years of life lost in Panama: a cost-analysis study) BMJ Open (2019).
- Células madres como un potencial de terapia para la diabetes mellitus: un llamado a la acción en América Latina (Stem cells as a potential therapy for diabetes mellitus: a call-to-action in Latin America) Diabetology & metabolic syndrome (2019)